# Vitkovci
Vitkovci (szerbül: Витковци), település Bosznia-Hercegovinában, a Szerb Köztársaságban, Teslić községben.

## Fekvése
A település Bosznia-Hercegovina középső részének északi szélén, Dobojtól légvonalban 17, közúton 24 km-re nyugat-délnyugatra, községközpontjától légvonalban 8, közúton 14 km-re északra, az Usora bal partja feletti dombvidéken, 226-321 méteres magasságban található. Gornji és Donji Vitkovci településekből áll. Területe dombos, számos kisebb, szétszórt falucsoporttal, amelyeket patakok, dombok és hasonló földrajzi elemek választanak el egymástól. A falunak nincs meghatározott településközpontja, de a társasági események az iskola és a templom köré koncentrálódnak. Közlekedés szempontjából a falut aszfaltút köti össze a Bosznia-hercegovinai Föderációban, Tešanj községben található Jelahhal, valamint egy aszfaltút Žarkovinával. Van egy rossz állapotú burkolatlan út is Cerovica felé.

## Népessége
| Nemzetiségi csoport | Népesség 1991 | Népesség 2013 |
| ------------------- | ------------- | ------------- |
| Szerb               | 1214          | 785           |
| Bosnyák             | 1             | 1             |
| Horvát              | 80            | 6             |
| Jugoszláv           | 9             | 0             |
| Egyéb               | 3             | 3             |
| Összesen            | 1307          | 795           |

## Története
A település középkori múltjáról mesélnek a területén található négy középkori temető stećak sírkövei. Ezek az eredetileg Boszniában élő bogumilok díszesen faragott középkori sírkövei. A legrégebbi ilyen sírkövek a 12. század második feléből származnak, de csak a 14-15. században terjedtek el. Az itteni sírkövek a középkor végéről származnak.
A település 1878-ig tartozott az Oszmán Birodalomhoz, ekkor a berlini kongresszus határozata alapján az Osztrák-Magyar Monarchia része lett. 1879-ben az első osztrák-magyar népszámlálás során a Tešanji járáshoz és Stanari községhez tartozó településnek 43 háztartása és 302 ortodox lakosa volt. 1910-ben a Tešanji járáshoz tartozó településen 60 háztartást, 518 ortodox és 19 római katolikus lakost találtak. A monarchia szétesésével 1918-ban előbb a Szerb-Horvát-Szlovén Királyság, majd 1929-től a Jugoszláv Királyság része lett. 1921-ben a Tešanji járáshoz tartozó községnek 496 lakosa volt, melyből 468 ortodox szerb és 28 római katolikus horvát volt. Az 1929-es törvény értelmében, amikor Bosznia-Hercegovinát négy banovinára, Drinskára, Vrbaskára, Zetskára és Primorskára osztották, a település a Vrbaska banovina része lett, amelynek székhelye Banja Luka volt. 
Jugoszlávia megszállása után a Független Horvát Állam (NDH) része lett. A második világháború után 1992-ig a település a szocialista Jugoszlávia keretében a Bosznia-Hercegovinai Népköztársaság része volt. A boszniai háborút lezáró daytoni békeszerződés rendelkezése alapján az ország területét felosztották a Bosznia-hercegovinai Föderáció és a boszniai Szerb Köztársaság között. A háború előtt a település Tešanj községhez tartozott, a háború utáni területmegosztáskor azonban a Szerb Köztársaság területéhez és Teslić községhez csatolták.

## Oktatás
Az iskola magában foglalja a Donji Vitkovciban található központi kilenc osztályos iskolát és a Gornji Vitkovciban található regionális öt osztályos iskolát. A hatodik osztálytól a kilencedik osztályig minden osztályban egy-egy évfolyam működik, az elsőtől az ötödik osztályig pedig összevont osztályok működnek. Az iskolába járó gyermekek száma csökken, ami általános tendencia a Boszniai Szerb Köztársaság legtöbb iskolájában. Az iskola közelében posta és orvosi rendelő található.

## Nevezetességei
- Szent Konstantin császár és Szent Ilona császárné tiszteletére szentelt ortodox temploma 1 km-re található az iskolától. A templom a számos domb egyikén épült. Az építkezés 2003-ban fejeződött be, és a templomot 2004. május 2-án szentelték fel. Addig a vitkovi lakosoknak nem volt saját templomuk, hanem a gojakovaci (Cerovica) templomba jártak.[8]

- Laništa, Donji Vitkovci – középkori temető maradványai, 4 darab fenmmaradt stećak sírkővel.[4]

- Mramorje, Gornji Vitkovci - középkori temető maradványai, 13 darab, nyugat-keleti tájolású, fenmmaradt stećak sírkővel. Közülük sok sérült.[4]

- Raskršće – Gornji Vitkovci területén fennmaradt középkori sírkő.[4]

- Vis, Gornji Vitkovci – középkori temető maradványai 5 darab, nyugat-keleti és észak-déli  tájolású, stećak sírkővel.[4]

## Fordítás
- Ez a szócikk részben vagy egészben  a(z)   Витковци című szerb Wikipédia-szócikk ezen változatának fordításán alapul.  Az eredeti cikk szerkesztőit annak laptörténete sorolja fel. Ez a jelzés csupán a megfogalmazás eredetét és a szerzői jogokat jelzi, nem szolgál a cikkben szereplő információk forrásmegjelöléseként.